# Trox levis
Trox levis är en skalbaggsart som beskrevs av Haaf 1953. Trox levis ingår i släktet Trox och familjen knotbaggar. Inga underarter finns listade i Catalogue of Life.